# Лев азійський
Індійський лев, або азійський лев (Panthera leo persica) — підвид лева, що живе в Індії. За сучасними даними цей підвид недійсний, а є популяцією підвиду Panthera leo leo.

## Зовнішній вигляд
Азійські леви подібні до африканських. Колір коливається від червонувато-коричневого до сірого. Їх розмір відповідає розміру центральноафриканських левів. У дорослих самців максимальна довжина черепа становить 330—340 мм, у самиць 266—277 мм. Висота в плечах становить 107—120 см у самців і 80—107 см у самиць. Самці важать 150—200 кг, самиці 120—160 кг. Найбільший самець, який був помічений, мав 2,92 метри в довжину, включаючи  хвіст.
Колір і довжина гриви у самців різниться в залежності від регіону та віку. Загалом азійський лев відрізняється від африканського менш розвиненою гривою. Гриви більшості левів у Стародавній Греції та Малій Азії були невеликими та не доходили до живота або ліктів. Леви з меншими гривами також зустрічалися у Сирії, на Аравійському півострові та в Єгипті.

## Ареал
Був поширений на території Південної Євразії від Греції і Малої Азії до Індії. Зараз збереглося близько 650 особин в Гирському заповіднику в штаті Гуджарат, Індія.

## Поведінка і харчування
Самці живуть поодинці або об'єднуються з двома-трьома самцями. Самці разом відпочивають, полюють і харчуються, а також демонструють мітливу поведінку в тих самих місцях. Самки об'єднуються в прайди до дванадцяти самок разом із дитинчатами. Вони ділять туші тварин одне з одним, але рідко діляться з самцями. Самки та самці левів зазвичай взаємодіють лише протягом кількох днів під час спарювання, але живуть і харчуються окремо. 
Загалом віддають перевагу великій здобичі в діапазоні ваги від 190 до 550 кг. Велика рогата худоба історично була основним компонентом раціону азійських левів у Гирському лісі. У національному парку леви переважно полюють на плямистих оленів, замбарів, нільгаїв, корів, водяних буйволів і рідше диких кабанів. За межами заповідника, де дика здобич не зустрічаються, леви полюють на водяних буйволів і велику рогату худобу, і рідко на верблюда. Зазвичай вони вбивають більшість своєї здобичі біля водойм, нападають з близької відстані та затягують туші в щільний покрив. Вони регулярно відвідують певні місця в межах заповідника, де вони їдять мертву худобу, залишену пастухами. У сухі спекотні місяці вони також полюють на крокодилів на берегах дамби Камлешвар.

## Кількість особин
В Лісовому Національному Парку Гір, в Західній Індії, налічується приблизно 356 левів (квітень 2006 року). У 1907 році азійські леви були на межі вимирання, проте їх кількість зміг поновити Наваб Джунагадх. У 1936 році популяція левів зросла до 234 особин, згодом кількість лише зростала і з часом левів почали відпускати на волю. 
У 2010 році кількість осіб зросла до 411. У той самий рік приблизно 105 левів жили за межами національного парку. У 2015 році загальна популяція зросла приблизно до 523 особин, що населяють територію в 7000 км² у регіоні Саураштра. Загальна популяція складалася з 109 дорослих самців, 201 дорослих самок та 213 дитинчат. У 2017 році кількість особин зросла до близько 650.

## Азійський лев в культурі
Азійський лев має велике значення в культурі місцевого населення:
- Азійський лев зображений на державному гербі Індії.
- Індуїстський бог Нарасімга є напівлюдиною-напівлевом.
- Singh означає лев. Це слово було знайдено на храмах, яким понад 2000 років.
- Назва міста-держави Сингапур перекладається як singa (лев) та pura (місто).
- Азійський лев також з'являється в Біблії.